# Wohnhaus Am Hof 11

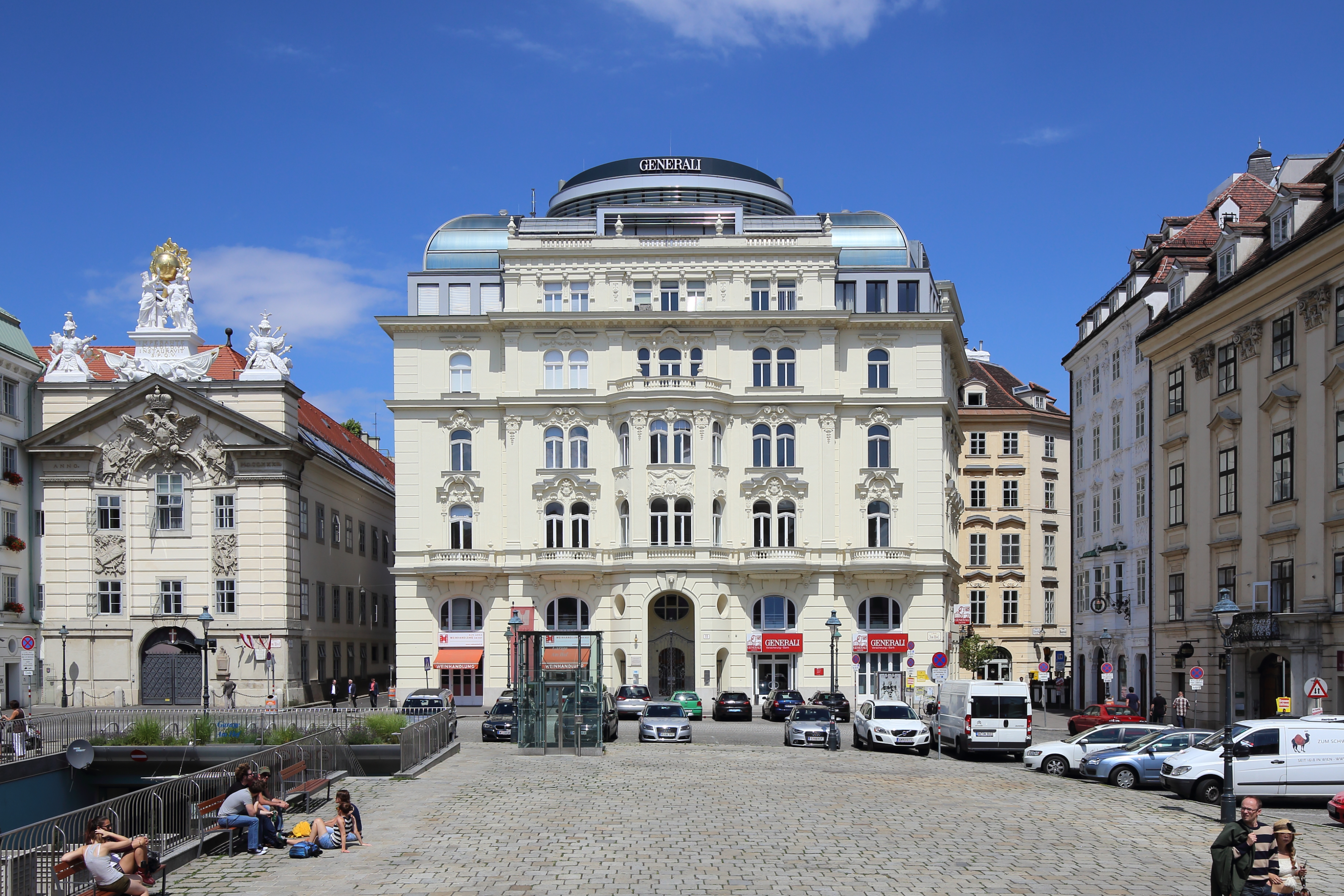
Wohnhaus Am Hof 11

Das Wohnhaus Am Hof 11, auch Ledererhof und Zur goldenen Kugel genannt, befindet sich im 1. Wiener Gemeindebezirk Innere Stadt zwischen dem Platz Am Hof, der Drahtgasse, dem Ledererhof und der Färbergasse. Das Gebäude im historistischen Stil mit neobarocken Formen wurde 1882/83 an der Stelle dreier älterer Häuser errichtet. Beim Portal ist linksseitig eine vom Vorgängerbau übernommene vergoldete osmanische Kanonenkugel angebracht. Nachdem im Zuge der Zweiten Türkenbelagerung 1683 eine Kanonenkugel in das Vorgängerhaus eingeschlagen war, wurde diese in die Hauswand eingemauert und später vergoldet, was dem Haus den Namen „Zur goldenen Kugel“ brachte.

## Baugeschichte
Das Haus wurde von 1882 bis 1883 vom Architekten und Baurat Ludwig Tischler für Herrn Bernhard Hoffmann errichtet. Im Jahr 1933 wurde die Fassade von Otto Schönthal und Emil Hoppe umgestaltet. Im Zuge des Zweiten Weltkrieges schlugen mehrere Bomben ein und beschädigten das Haus schwer. Im Jahr 1948 wurde das Haus durch den Architekten Emil Hoppe mit vereinfachter Fassade wiederhergestellt. Anfang der 1990er Jahre erfolgte ein Umbau und dabei wurde das ursprüngliche Erscheinungsbild weitestgehend wieder hergestellt. Um 2010 erfolgte ein Dachausbau in Anlehnung an die in den Kriegswirren verloren gegangenen historischen Proportionen.